# Реакція Віктора Маєра
Реакція Віктора Маєра — реакція одержання аліфатичних нітросполук (нітроалканів) з алкілгалогенідів і нітриту срібла. Відкрита реакція німецьким хіміком Віктором Маєром в 1872 році.

## Механізм
Реакція відбувається за рівнянням:
{\displaystyle {\mathsf {RX+AgNO_{2}\rightarrow RNO_{2}+AgX\downarrow }}}
де RX — алкіліодіди, алкілброміди і рідше — алкілхлориди.
Реакцію проводять в абсолютному етері, іноді в петролейному етері, ацетонітрилі при температурі 0—20 °С з максимальним виходом до 80 % для первинних нерозгалужених алкілгалогенідів, що мають заступники в β-положенні. За наявності замісників в α-положенні (у тому числі вторинних та третинних алкілгалогенідів) вихід нітроалканів різко знижується аж до нульового.
Дигалогеніди в тих же умовах дають динітроалкани:
{\displaystyle {\mathsf {I{\text{-}}CH_{2}CH_{2}CH_{2}CH_{2}{\text{-}}I{\xrightarrow[{}]{AgNO_{2}}}O_{2}N{\text{-}}CH_{2}CH_{2}CH_{2}CH_{2}{\text{-}}NO_{2}}}}
Побічними продуктами реакції є алкілнітрити і алкілнітрати.
Модифікація Корнблюма даної реакції — реакція алкілгалогенідів з нітритом калію або нітритом натрію у розчинах диметилсульфоксиду або диметилформаміду дозволяє синтезувати вторинні нітроалкани з виходом до 55—65 %. Проведення реакції алкілгалогенідів і бензилгалогенідів з нітритом натрію в ацетонітрилі в присутності 18-краун-6 дозволяє отримувати нітроалкани з виходом 65—70 %.